# Cura (candomblé)
Cura ,também chamada de aberé pelo povo do santo denominado de candomblé, são escarificações (cortes na pele) em várias regiões do corpo, dependendo da nação.

## Objetivo principal
Na iniciação Queto os cortes são feitos no topo da cabeça, laterais dos braços, na região anterior e posterior do tórax, pernas (na região das panturrilhas) e até mesmo na língua, confeccionados por objetos cortantes como navalha, faca ou objetos pontiagudos de madeira. O objetivo principal dos cortes na feitura de santo ou obrigação de odu ejé, são próprios das religiões africanas e afro-brasileira afins, é para inserção de pós mágicos tipo efum, uáji e ossum em seu corpo, que tornarão cicatrizes sagradas e permanentes, que definirão os futuros sacerdotes, facilitando a proteção para seus males, definindo sua identidade cultural e ligação com o seu orixá, inquice e vodum.